# تشوي يونغ نام
تشوي يونغ نام (27 يوليو 1984 بكوريا الجنوبية - ) هو لاعب كرة قدم كوري جنوبي في مركز الدفاع. لعب مع Ulsan Hyundai Mipo Dockyard FC ‏ ونادي غانغوون وYangju Citizen FC ‏.

## وصلات خارجية
- تشوي يونغ نام على موقع دوري كوريا الجنوبية (الإنجليزية)
- تشوي يونغ نام على موقع قاعدة بيانات كرة القدم.إي يو (الإنجليزية)